# Grundy (Virginie)
Pour les articles homonymes, voir Grundy.
Grundy est une ville américaine, siège du comté de Buchanan, dans l'État de Virginie. Au recensement de 2000, la ville comptait 1 105 habitants.